# Eucelatoria discalis
Eucelatoria discalis là một loài ruồi trong họ Tachinidae.